# Градска општина Пивара
Општина Пивара је бивша градска општина која је била у саставу града Крагујевца.

## Географија
| Насеље          | Становника | Површина (ha) |
| --------------- | ---------- | ------------- |
| Баљковац        | 621        | 847           |
| Ботуње          | 649        | 1.314         |
| Букоровац       | 229        | 1.433         |
| Велика Сугубина | 284        | 2.034         |
| Велике Пчелице  | 673        | 4.073         |
| Горња Сабанта   | 839        | 1.490         |
| Горње Комарице  | 322        | 1.841         |
| Доња Сабанта    | 651        | 2.517         |
| Доње Комарице   | 545        | 2.782         |
| Дулене          | 218        | 2.567         |
| Јабучје         | 154        | 523           |
| Корман          | 692        | 774           |
| Крагујевац-део  | 42.388     | 2.214         |
| Маршић          | 294        | 882           |
| Трмбас          | 595        | 556           |
| УКУ             | 25.847     |               |

Општина Пивара је настала 31. маја 2002. године као градска општина Града Крагујевца, а укинута је 4. марта 2008. године. Територија општине Пивара има 258 km² површине. Део насеља Крагујевац, који се налази у овој градској општини, са десне стране Лепенице обухвата поред месних заједница Пивара, Филип Кљајић, Лепеница и Бресница и насељена места: Белошевац, Ждраљица, Теферич, Илићево и део Маршића који су укинути 1991. године као самостална насеља и припојена насељу Крагујевац.
Суседне општине су: Кнић, Станово, Стари Град, Краљево, Рековац, Јагодина, Баточина и Аеродром. На територији ове општине се налази фабрички комплекс групе Застава, фабрике у индустријској зони, као и други мањи привредни погони.

## Становништво
На подручју ове општине живи близу 50.000 становника. Преко 80% живи у градском делу општине.